# Ambasada Słowenii przy Stolicy Apostolskiej
Ambasada Republiki Słowenii przy Stolicy Apostolskiej – misja dyplomatyczna Republiki Słowenii przy Stolicy Apostolskiej. Ambasada mieści się w Rzymie, w pobliżu Watykanu.
Ambasador Słowenii przy Stolicy Apostolskiej akredytowany jest również przy Zakonie Kawalerów Maltańskich.

## Historia
Słowenia otworzyła swoją ambasadę przy Stolicy Apostolskiej 30 kwietnia 1992. 5 lipca 1992 nawiązała stosunki dyplomatyczne z Zakonem Kawalerów Maltańskich.